# Matías Nahuel Leiva
Matías Nahuel Leiva Esquivel (* 22. Oktober 1996 in Rosario) ist ein spanisch-argentinischer Fußballspieler, der bei Maccabi Haifa in Israel unter Vertrag steht.

## Karriere

### Verein
Leiva wechselte mit 14 Jahren aus seiner Heimat nach Spanien in die Jugend des FC Villarreal. Im Februar 2013 debütierte er für die B-Mannschaft von Villarreal in der Segunda División B, als er am 27. Spieltag der Saison 2012/13 gegen die UE Llagostera in der 63. Minute für Pablo González eingewechselt wurde. Bis Saisonende absolvierte er sechs Drittligaspiele. Im September 2013 erzielte er bei einem 2:1-Sieg gegen Lleida Esportiu sein erstes Tor für Villarreal B.
Im Januar 2014 debütierte er für die Profis in der Primera División, als er am 19. Spieltag der Saison 2013/14 gegen Real Sociedad San Sebastián in der 65. Minute für Moi Gómez ins Spiel gebracht wurde. Bis zum Ende der Saison 2013/14 kam er zu fünf Erstligaeinsätzen für die Profis und 27 für die Reserve. In der Saison 2014/15 blieb er ohne Ligaeinsatz für die Profis, für die Drittligamannschaft kam er in 31 Spielen zum Einsatz, in denen er sechs Tore erzielte. In der Saison 2015/16 kam er zu 20 Einsätzen in der höchsten spanischen Spielklasse, für die B-Mannschaft kam er in jener Spielzeit nicht mehr zum Einsatz.
Im Sommer 2016 wurde er für zwei Jahre an den Ligakonkurrenten Betis Sevilla verliehen. In seiner ersten Saison bei Betis kam er zu zehn Ligaeinsätzen.
Nach weiteren sieben in der Saison 2017/18 wurde er am 29. Januar 2018 vorzeitig bis zum Ende der Saison 2017/18 zweite Mannschaft des FC Barcelona weiterverliehen. Für Barcelona B kam er bis Saisonende zu 18 Einsätzen in der Segunda División, in denen er fünf Tore erzielte. Mit der Mannschaft stieg er jedoch in die Segunda División B ab.
Nach dem Ende der Leihe wechselte er im August 2018 nach Griechenland zu Olympiakos Piräus. Nachdem er für Piräus nur vier Spiele in der Super League absolviert hatte, kehrte er im Januar 2019 leihweise nach Spanien zurück und wechselte zum Zweitligisten Deportivo La Coruña. Die Galicier sicherten sich Optionen zu einer Leihverlängerung und zum Kauf von Leiva. Für Deportivo La Coruña absolvierte er bis zum Ende der Saison 2018/19 13 Spiele in der Segunda División und verpasste mit dem Verein den Aufstieg im Finale des Playoffs. Nach dem Ende der Leihe wurde keine der vorhandenen Optionen gezogen und Leiva wechselte zu CD Teneriffa. Im Sommer 2021 wurde er von dort an Real Oviedo verliehen. Im Sommer 2022 wechselte Leiva zu Slask Wroclaw. Im Sommer 2024 folgte ein weiterer Wechsel, diesmal zu Maccabi Haifa.

### Nationalmannschaft
Leiva war Teil der spanischen U19-Nationalmannschaft, die die U-19-Fußball-Europameisterschaft 2015 in Griechenland gewonnen hat. Im Verlauf der Europameisterschaft traf er zweimal, einmal gegen Deutschland sowie gegen Russland.
Von Oktober 2015 bis September 2017 spielte er zwei Mal für die U-21-Auswahl.

## Erfolge
- U-19-Europameister: 2015